# Czernidłak cynamonowobrązowy
Czernidłaczek cynamonowobrązowy (Tulosesus subimpatiens (M. Lange & A.H. Sm.) D. Wächt. & A. Melzer) – gatunek grzybów z rodziny kruchaweczkowatych (Psathyrellaceae).

## Systematyka i nazewnictwo
Pozycja w klasyfikacji według Index Fungorum: Psathyrellus, Psathyrellaceae, Agaricales, Agaricomycetidae, Agaricomycetes, Agaricomycotina, Basidiomycota, Fungi.
Po raz pierwszy gatunek ten opisali w 1953 r. Morten Lange i Alexander Hanchett Smith, nadając mu nazwę Coprinus subimpatiens. Prowadzone w latach 90. XX wieku i później badania z zakresu filogenetyki molekularnej wykazały jednak, że rodzaj Coprinus nie był taksonem monofiletycznym i należy go rozbić na rodzaje Coprinus (sensu stricto), Coprinellus, a także kilka innych. Najpierw przeniesiono go do nowo utworzonego rodzaju Coprinellus, a w 2020 r. do rodzaju Tulosesus. Synonimy naukowe:
- Coprinellus subimpatiens (M. Lange & A.H. Sm.) Redhead, Vilgalys & Moncalvo 2001
- Coprinus subimpatiens M. Lange & A.H. Sm. 1953
- Coprinus subimpatiens var. diversicystidiatus Bogart 1975

Władysław Wojewoda w 2003 r. zaproponował polską nazwę czernidłak kanciastozarodnikowy. Po przeniesieniu gatunku do rodzaju Coprinellus zaproponowana przez Wojewodę stała się niespójna z nazwą naukową, nie jest to bowiem już czernidłak.

## Występowanie i siedlisko
Opisano występowanie tego gatunku tylko w Europie. W Polsce jego rozprzestrzenienie i częstość występowania nie są znane, w piśmiennictwie naukowym do 2003 r. podano tylko 2 stanowiska (pod nazwą Coprinus subimpatiens), ale w późniejszych latach podano wiele następnych. W internetowym atlasie grzybów znajduje się w na liście gatunków zagrożonych i wartych objęcia ochroną.
Naziemny saprotrof występujący w lasach i na polanach.